# Mars-la-Tour
Mars-la-Tour é uma comuna francesa na região administrativa de Grande Leste, no departamento de Meurthe-et-Moselle. Estende-se por uma área de 12,64 km². Em 2010 a comuna tinha 961 habitantes (densidade: 76 hab./km²).